# Nik Caner-Medley
Nik Caner-Medley (Beverly, Massachusetts, 20 d'octubre de 1983) és un jugador de bàsquet professional estatunidenc que juga d'aler i que ha format part de diferents clubs de la Lliga ACB. Es caracteritza per la seva velocitat i gran agressivitat en el rebot contra gent més alta que ell, per la qual cosa ha estat comparat en aquesta faceta amb jugadors com Dennis Rodman.

## Equips
- Universitat De Maryland
- Sioux Falls Skyforce (2007)
- Artland Dragons (2007)
- CB Gran Canaria (2007 - 2008)
- Cajasol (2008 - 2009)
- CB Estudiantes (2009-2011)
- Valencia Basket (2011 - 2012)
- Maccabi Tel Aviv (2012 - 2013)
- Unicaja Málaga (2013-2014)
- B.C. Astana (2014-2016)
- AS Mónaco Basket (2016-2017)
- CB Estudiantes (2017-2018)